# Schwepnitz
Schwepnitz (górnołuż. Sepicy) – miejscowość i gmina w Niemczech, w kraju związkowym Saksonia, w okręgu administracyjnym Drezno, w powiecie Budziszyn.

## Miasta partnerskie
Opracowano na podstawie materiału źródłowego.
- Flonheim
- Kożuchów